# Samsung SPH-i300
O Samsung SPH-i300 foi um dos primeiros PDA e smartphone baseado em Palm OS fabricado pela Samsung, lançado por volta de agosto de 2001 e comercializado nos Estados Unidos para uso na rede de telefonia móvel da Sprint.
Foi o primeiro "telefone PDA" (como eram então chamados os dispositivos que combinavam funções de telefone e PDA) nos Estados Unidos com tela colorida.
O telefone CDMA tem um design estilo barra de chocolate. Ele funciona como um dispositivo Palm OS colorido padrão, mas vários botões físicos (externos) e de software iniciam o aplicativo 'telefone', que gerencia chamadas.
O telefone foi enviado com uma base de carregamento com porta serial DE-9, bateria extra e um case.

## Aplicações
Os aplicativos instalados incluíam aqueles transferidos de dispositivos portáteis Palm existentes, não telefônicos: Graffiti, Bloco de notas, Agenda, Agenda, Calculadora, Lista de tarefas, Alarme/Relógio, Agenda, Gerenciador de despesas e software Palm Desktop. ZIO PalmGolf foi outro aplicativo.
Além disso, foram incluídos aplicativos de suporte à comunicação de voz e dados: Blazer, Mail, Mensagens, Telefone, Discagem Rápida, Discagem por Voz e Memorando de Voz.

## História e recepção
O SPH-i300 foi o primeiro smartphone baseado em Palm-OS da Samsung e custou $499. O telefone não era compatível com a rede 3G da Sprint e sua velocidade máxima de conexão de 14,4 kbit/s tornava a navegação lenta, mas navegar na "verdadeira web" em 2001 foi um avanço nos navegadores WAP de outros telefones celulares. Ele competiu com outro telefone Palm OS, o Kyocera QCP-6035.

### Modelo SPH-i330 de acompanhamento
A Samsung seguiu o SPH-i300 com o SPH-i330 em 2003, também na Sprint. O SPH-i330 tem um corpo mais arredondado e conectividade de PC via USB em vez de uma porta serial, mas tem a mesma tela, versão Palm OS e conjunto de recursos gerais do SPH-i300.